# Liquefação do solo

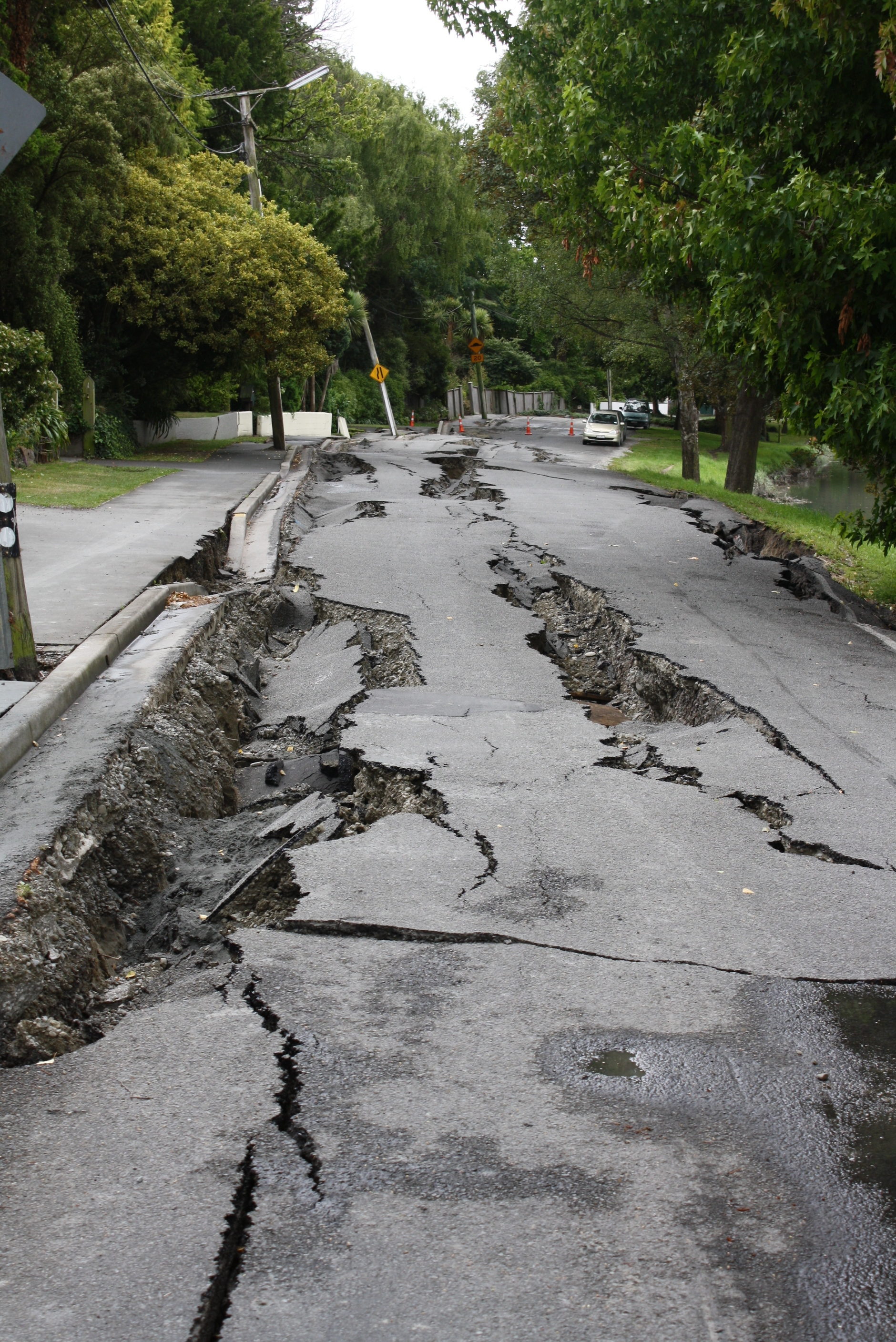
Efeitos da liquefação após o terremoto de Canterbury em 2011, na Nova Zelândia

A liquefação do solo descreve o comportamento de solos que, quando carregados, repentinamente sofrem uma transição de um estado sólido para um estado líquido, ou ficam com a consistência de um líquido grosso. A liquefação é mais ocorrente no desprendimento para moderar solos granulados saturados com drenagem pobre, como em areias finas ou areia e cascalho ou contendo fendas de sedimentos impermeáveis.